# Vic Wunderle
Victor Wunderle, aussi appelé Vic Wunderle, né le 4 mars 1976 à Lincoln (Illinois), est un archer américain.

## Palmarès
- Jeux olympiques d'été de Sydney en 2000
  -  Médaille d'argent en individuel.
  -  Médaille de bronze en équipe.

- Championnats du monde 1999 à Riom
  -  Médaille de bronze en équipe.

- Jeux panaméricains 1995 à Mar del Plata
  -  Médaille d'or en individuel (30m).
  -  Médaille d'or en individuel (50m).
  -  Médaille d'or en équipe.
  -  Médaille d'argent en individuel.

- Jeux panaméricains 2003 à Saint-Domingue
  -  Médaille d'or en individuel.
  -  Médaille d'or en équipe.

- Jeux panaméricains 2007 à Rio de Janeiro
  -  Médaille d'or en équipe.
  -  Médaille de bronze en individuel.